# Phục bích tại Malaysia
Phục bích (tiếng Trung: 復辟), còn được phiên âm là phục tích hay phục tịch, nghĩa đen là "khôi phục ngôi vua" là trường hợp một quân chủ đã từ nhiệm hoặc đã bị phế truất hay từng bị lật đổ bởi các cuộc cách mạng và đảo chính trong nước, thậm chí phải lưu vong do nạn ngoại xâm nhưng sau đó khôi phục lại được ngôi vị của mình. Dưới đây liệt kê những cuộc phục bích tại Malaysia.

## Vương quốc Kedah
- Paduka Sri Sultan Ahmad Tajuddin Halim Shah II ibni al-Marhum Sultan Abdullah Mukarram Shah (tại vị:1803–1821, phục vị:1842-1845)

Năm 1821, Thống đốc Ligor đem quân xâm chiếm và chinh phục Pháo đài Kedah, Quốc vương Paduka Sri Sultan Ahmad Tajuddin Halim Shah II ibni al-Marhum Sultan Abdullah Mukarram Shah chạy trốn sang lãnh thổ Anh, Thống đốc Ligor bổ nhiệm con trai mình làm quyền thống đốc. Chính quyền Anh cho phép Paduka Sri Sultan Ahmad Tajuddin Halim Shah II ibni al-Marhum Sultan Abdullah Mukarram Shah tị nạn và trợ cấp, từ đó ông bắt đầu cuộc sống lưu vong, đầu tiên tại Penang và sau đó là ở Malacca. Sau nhiều lần thất bại với việc giành lại ngai vàng bằng vũ lực, Paduka Sri Sultan Ahmad Tajuddin Halim Shah II ibni al-Marhum Sultan Abdullah Mukarram Shah đã gửi các con trai của mình đến Bangkok để thương lượng phục hồi vào năm 1842. Người Xiêm La đã chia Kedah thành bốn tiểu bang vào năm 1841, họ cho ông khu vực miền nam, lớn nhất và thịnh vượng nhất phần. Paduka Sri Sultan Ahmad Tajuddin Halim Shah II ibni al-Marhum Sultan Abdullah Mukarram Shah đồng ý với lời đề nghị này, dau đó ông được phép trở lại làm người cai trị danh nghĩa trên vương quốc bị suy giảm nhiều vào tháng 6 năm 1842.

## Vương quốc MalaccavàVương quốc Johor
- Sultan Mahmud Shah ibni Almarhum Sultan Alauddin Riayat Shah (tại vị:1488-1511, phục vị:1513-1528)

Năm 1511, đế quốc Bồ Đào Nha tấn công Malacca, duyên cớ cuộc chiến này bắt đầu từ chuyến thăm của đô đốc người Bồ Đào Nha Diogo Lopes de Sequeira đến Malacca từ năm 1509-1510, Sultan Mahmud Shah ibni Almarhum Sultan Alauddin Riayat Shah vua đã lên kế hoạch ám sát ông này. Tuy nhiên, Diogo Lopes de Sequeira đã phát giác được âm mưu và trốn khỏi Malacca, khi sĩ quan hải quân nổi tiếng người Bồ Đào Nha Afonso de Albuquerque nhận được tin, ông ta quyết định sử dụng sự kiện trên để bắt đầu cuộc thám hiểm chinh phục châu Á của mình. Quân đội Vương quốc hồi giáo Melaka không chống nổi sức mạnh của Bồ Đào Nha, Sultan Mahmud Shah ibni Almarhum Sultan Alauddin Riayat Shah rút lui về Muar, Johor và sau đó lại bị truy binh lùng sục nên phải tiếp tục đến Kampar, Sumatra. Tại nơi đây, Sultan Mahmud Shah ibni Almarhum Sultan Alauddin Riayat Shah đã nhường ngôi cho con trai Ahmad Shah để người này lãnh đạo cuộc chiến chống Bồ Đào Nha cứu nước. Nhưng Ahmad Shah bị coi là bất tài và bị chính cha mình, Sultan Mahmud Shah ibni Almarhum Sultan Alauddin Riayat Shah giết chết năm 1513 sau khi thất bại trong việc tiến hành chiếm lại Malacca từ tay người Bồ Đào Nha. Sultan Mahmud Shah ibni Almarhum Sultan Alauddin Riayat Shah tuy lên ngôi lần thứ hai, nhưng thực chất chỉ còn cai trị khu vực Sumatra, đó chính là tiền thân của vương quốc  Johor.

## Vương quốcSelangor
- Sultan Hisamuddin Alam Shah Al-Haj ibni Almarhum Sultan Alauddin Sulaiman Shah (tại vị:1938–1942, phục vị:1945–1960)

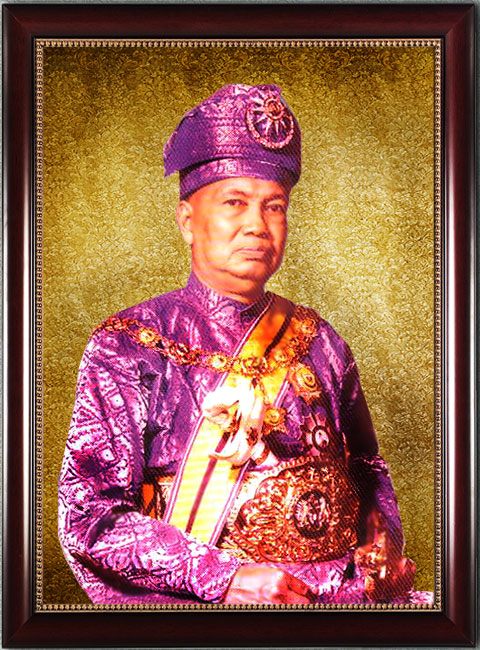
Sultan Hisamuddin Alam Shah Al-Haj ibni Almarhum Sultan Alauddin Sulaiman Shah

Năm 1942, Đại tá Fujiyama, Thống đốc quân đội Nhật Bản ở Selangor, đã mời Sultan Hisamuddin Alam Shah Al-Haj ibni Almarhum Sultan Alauddin Sulaiman Shah đến Kuala Lumpur. Trong một cuộc phỏng vấn với Thiếu tướng Minaki, Quốc vương thú nhận rằng ông đã có những bài phát biểu ủng hộ các nỗ lực chiến tranh của đế quốc Anh nhưng không phải tình nguyện mà đã bị cư dân Anh thuyết phục làm như vậy, sau khi được yêu cầu từ bỏ vương giả cho người anh trai của mình, người Nhật đã quyết định loại bỏ Sultan Hisamuddin Alam Shah Al-Haj ibni Almarhum Sultan Alauddin Sulaiman Shah vì ông từ chối làm việc cho họ, người Nhật lập tức tuyên bố Musa Ghiatuddin Riayat Shah Ibni Al-Marhum là Quốc vương mới của Selangor. Năm 1945, sự trở lại của người Anh cuối cùng đã đưa cựu Quốc vương Sultan Hisamuddin Alam Shah Al-Haj ibni Almarhum Sultan Alauddin Sulaiman Shah về với ngai vàng, trong khi Musa Ghiatuddin Riayat Shah Ibni Al-Marhum bị lưu đày đến Quần đảo Cocos. Năm 1957, với tám phiếu bầu cho một người, Sultan Hisamuddin Alam Shah Al-Haj ibni Almarhum Sultan Alauddin Sulaiman Shah đã được bầu làm Phó Yang di-Pertuan Agong của Liên bang Malaysia độc lập, đến năm 1960 ông được bầu làm Nguyên thủ tối cao Malaysia nhưng tại chức khoảng năm tháng thì qua đời vì một căn bệnh không xác định.

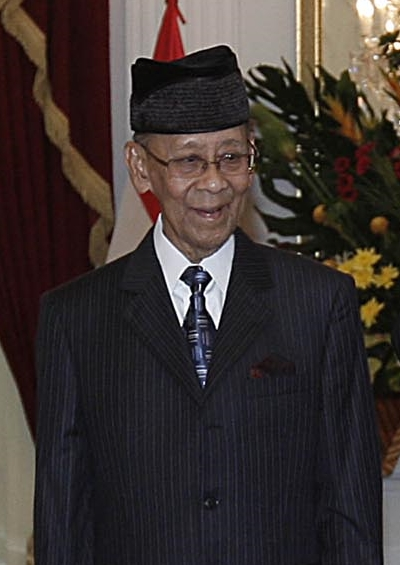
Tuanku Abdul Halim Mu'adzam Shah ibni Sultan Badlishah

## Liên bang Malaysia
- Tuanku Abdul Halim Mu'adzam Shah ibni Sultan Badlishah (tại vị:1970–1975, phục vị:2011–2016)

Năm 1975, Tuanku Abdul Halim Mu'adzam Shah ibni Sultan Badlishah mãn nhiệm, lần lượt những nhân vật sau kế tục cầm quyền ở Malaysia: Sultan Yahya Petra (1975-1979), Sultan Ahmad Shah Al-Mustain Billah (1979-1984), Baginda Al-Mutawakkil Alallah Sultan Iskandar Ibni Almarhum Sultan Ismail Al-Khalidi (1984-1989), Sultan Azlan Muhibbuddin Shah (1989-1994), Tuanku Jaafar (1994-1999), Sultan Salahuddin Abdul Aziz (1999-2001), Tuanku Syed Sirajuddin (2001-2006), Tuanku Mizan Zainal Abidin (2006-2011). Năm 2011, Tuanku Abdul Halim Mu'adzam Shah ibni Sultan Badlishah được bầu làm Nguyên thủ tối cao Malaysia lần thứ nhì lúc bấy giờ đã 84 tuổi, ông trở thành vị lãnh tụ cao niên nhất được trao vương miện Yang di-Pertuan Agong, ông cũng từng hai lần làm phó vương vào các năm (1965-1970) và (2006-2011) trước khi giữ vị trí quân chủ tuyệt đối.